# Paul Schmidtbauer

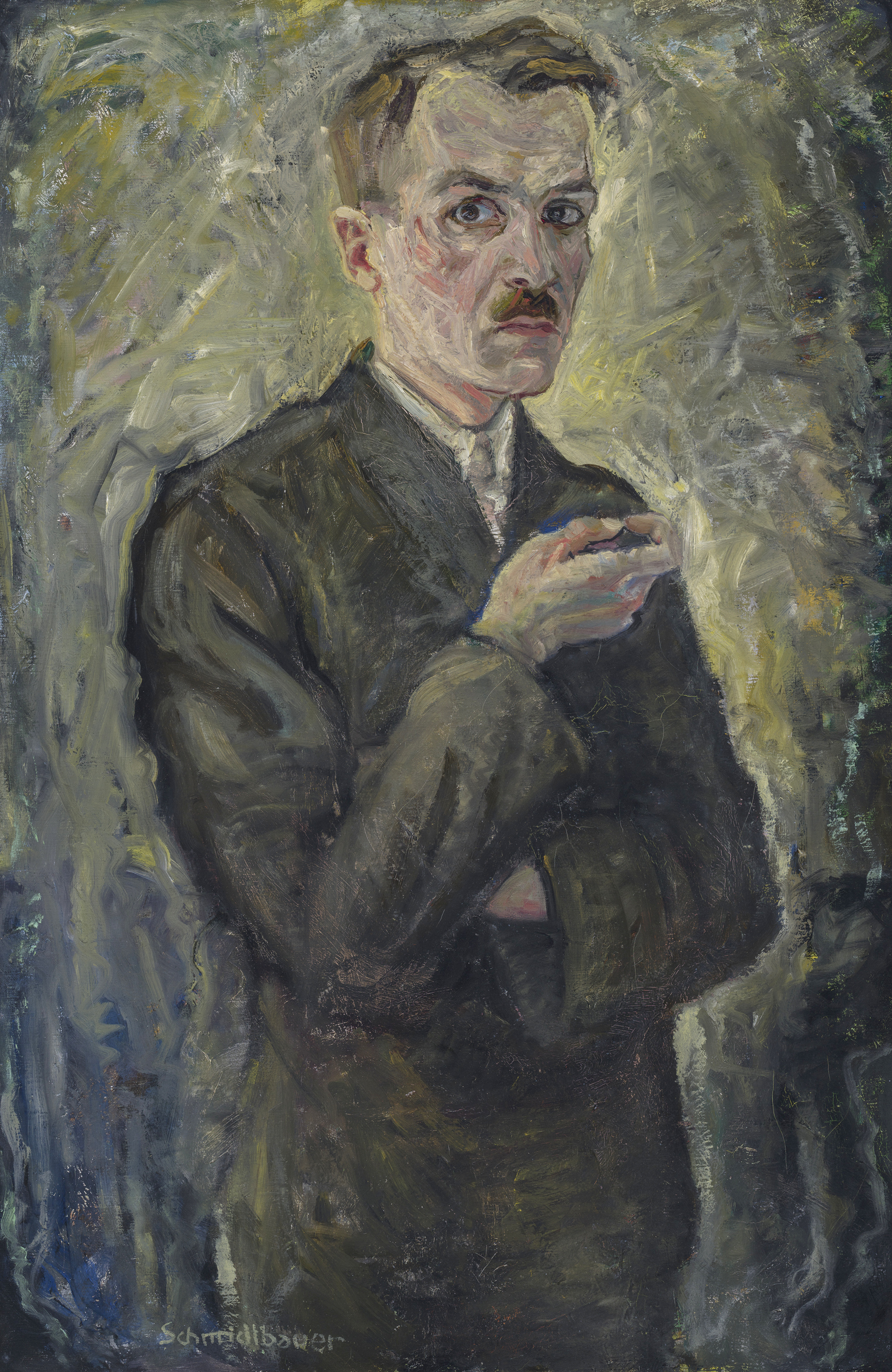
Paul Schmidtbauer: Selbstbildnis, um 1918/19

Paul Schmidtbauer (geboren am 7. Juli 1892 in Lividraga (Kroatien); gestorben am 4. September 1974 in Graz) war ein österreichischer Maler, Radierer, Holzschnittkünstler, Lithograf und Zeichner.

## Leben
Paul Schmidtbauer wurde als Paul Rudolf Schmidt geboren, er fügte später seinem Familiennamen den Mädchennamen seiner Mutter bei. Sein Vater stammte aus der Steiermark und war Forstverwalter des Grafen Szichey, seine Mutter stammte aus Schlesien. Im Alter von sechs Jahren schickten ihn seine Eltern zum Schulbesuch nach Graz. Nach der Grundschule absolvierte er die Grazer Landeskunstschule; Anton Marussig und Alfred Schrötter von Kristelli waren dort seine Lehrer. Mit einem Kurzstudium 1913 an der Graphischen Versuchsanstalt Wien und Unterricht bei Alois Delug an der Akademie der bildenden Künste in Wien sowie auf Studienreisen in Deutschland und Bosnien vertiefte er seine künstlerische Ausbildung.
Nach Bosnien zurückgekehrt, eröffnete Schmidtbauer eine Malschule in Sarajewo. 1914 meldete er sich als Freiwilliger im Ersten Weltkrieg; 1917 wurde er an der italienischen Front verschüttet, seine diesbezüglichen Eindrücke verarbeitete er in einem Tagebuch, das mit kleinformatigen Zeichnungen und sarkastischen Bemerkungen versehen war. Nach dem Zusammenbruch der Donaumonarchie übersiedelte er 1919 nach Graz, wo er 1920 dem Verein der bildenden Künstler Steiermark und dem Steiermärkischen Kunstverein beitrat. Als freischaffender Künstler beteiligte er sich an diversen Ausstellungen, wie „Steirische Kunstschau“, 1921 Graz, „Jubiläumskunstschau“, 1928 Graz, „Kunst und Handwerk“, 1938 Graz.
Schmidtbauers Interessen beschränkten sich nicht auf Kunst, sondern galten auch organisatorischen Fragen, wie verbesserten Arbeitsbedingungen mit sozialen Absicherungen für Künstler; dabei bemühte er sich auch tatkräftig, die Integration von Künstlern in die Gesellschaft zu fördern. 1928 trat er der „Schlaraffia“ Graz bei, der er bis 1954 angehörte.
1943 übersiedelte Schmidtbauer nach Gießenberg, wo er nach seinen eigenen Worten eine besonders glückliche Zeit seines Lebens verbrachte: „Ich bin glücklich. Wenn mein Leben in der nächsten Sekunde sein Ende hätte, es wäre ein glückliches Ende, denn ich habe ein reiches Leben gelebt und die Krönung dieses Lebens sind diese Tage die ich hier verbringen durfte.“ Von 1945 bis 1947 war er am Wiederaufbau der Grazer Kunstgewerbeschule beteiligt, 1947/1948 fungierte er als provisorischer Präsident des Steiermärkischen Kunstvereins, aus dem er 1951 wieder austrat, 1964 bis 1974 hielt sich Schmidtbauer wegen seines Alkoholismus im Landessonderkrankenhaus für Psychiatrie und Neurologie auf („Durch seine schlechte finanzielle Lage und Diskreditierung durch Künstlerkollegen erlitt er einen Nervenzusammenbruch und verbrachte seine letzten Lebensjahre in der Psychiatrie.“).
Paul Schmidtbauer starb 1974 82-jährig in Graz. Er war zweimal verheiratet, seine Tochter Helga Schaefer-Matyi (1918–2006) war Malerin und Schriftstellerin.

## Galerie

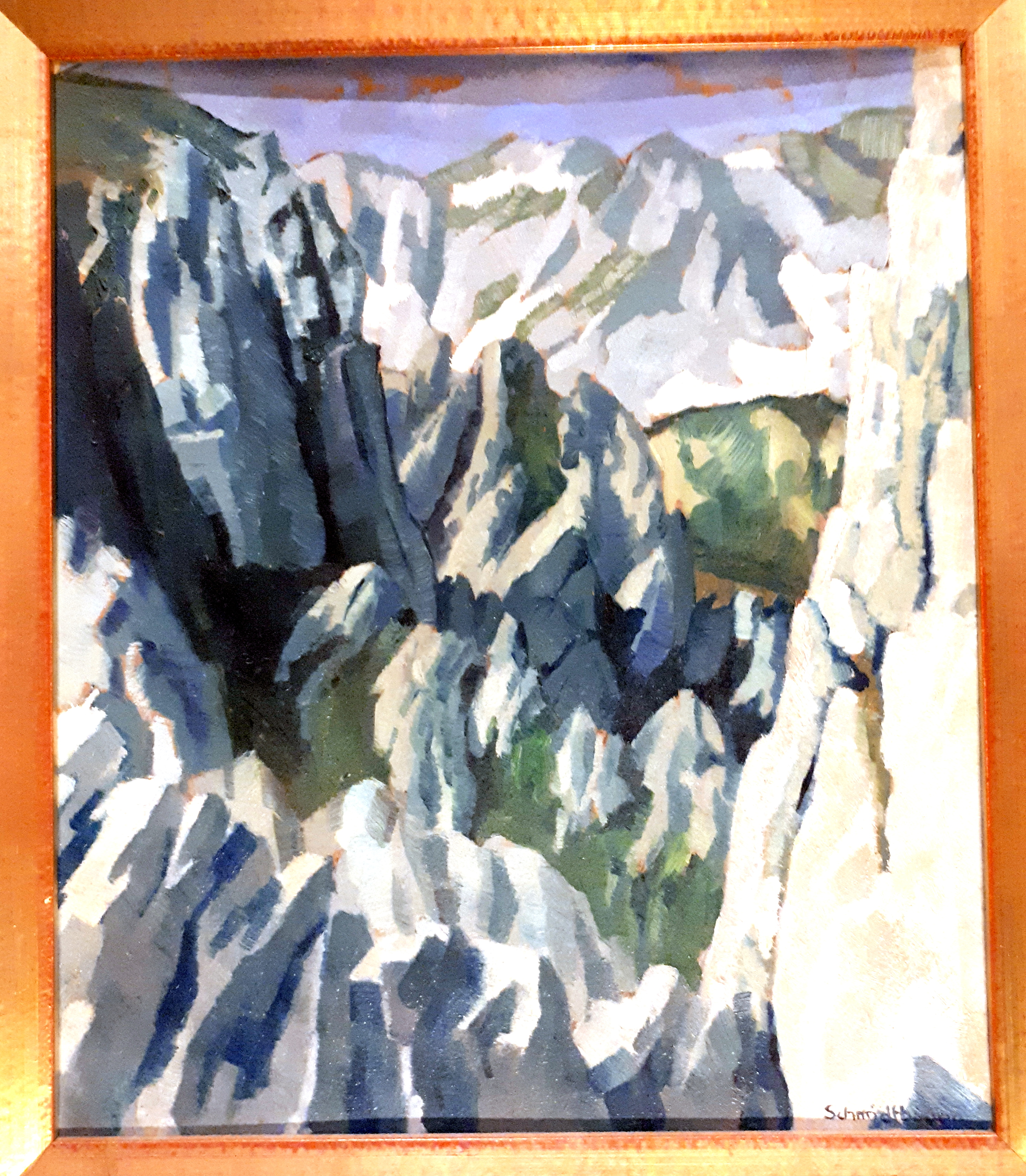
In der Gschirrmauer
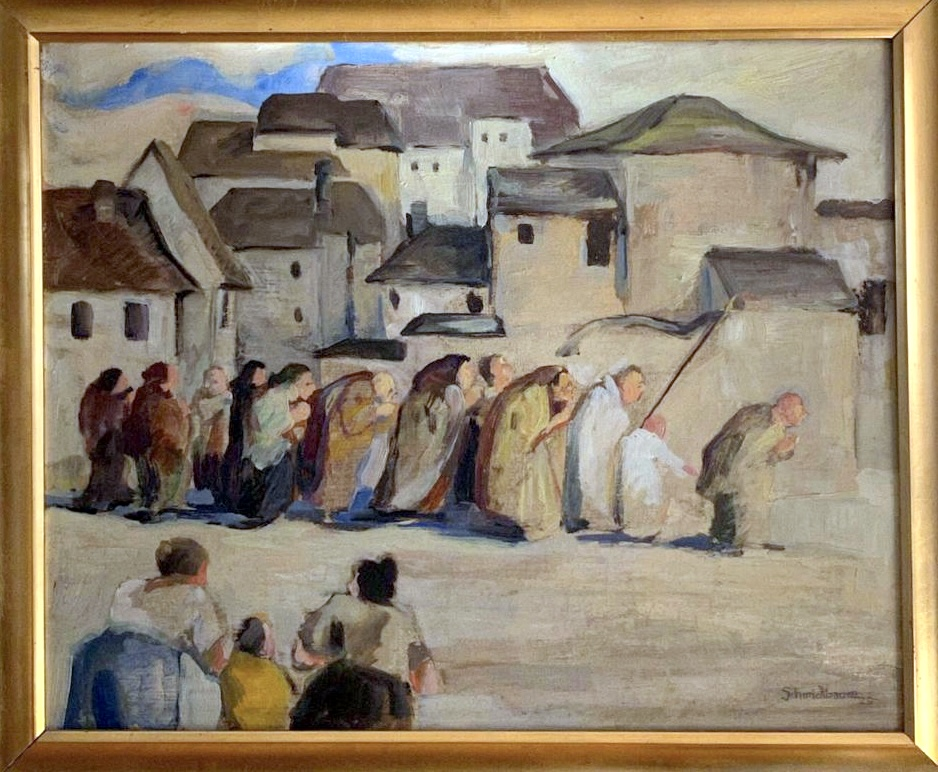
Prozession
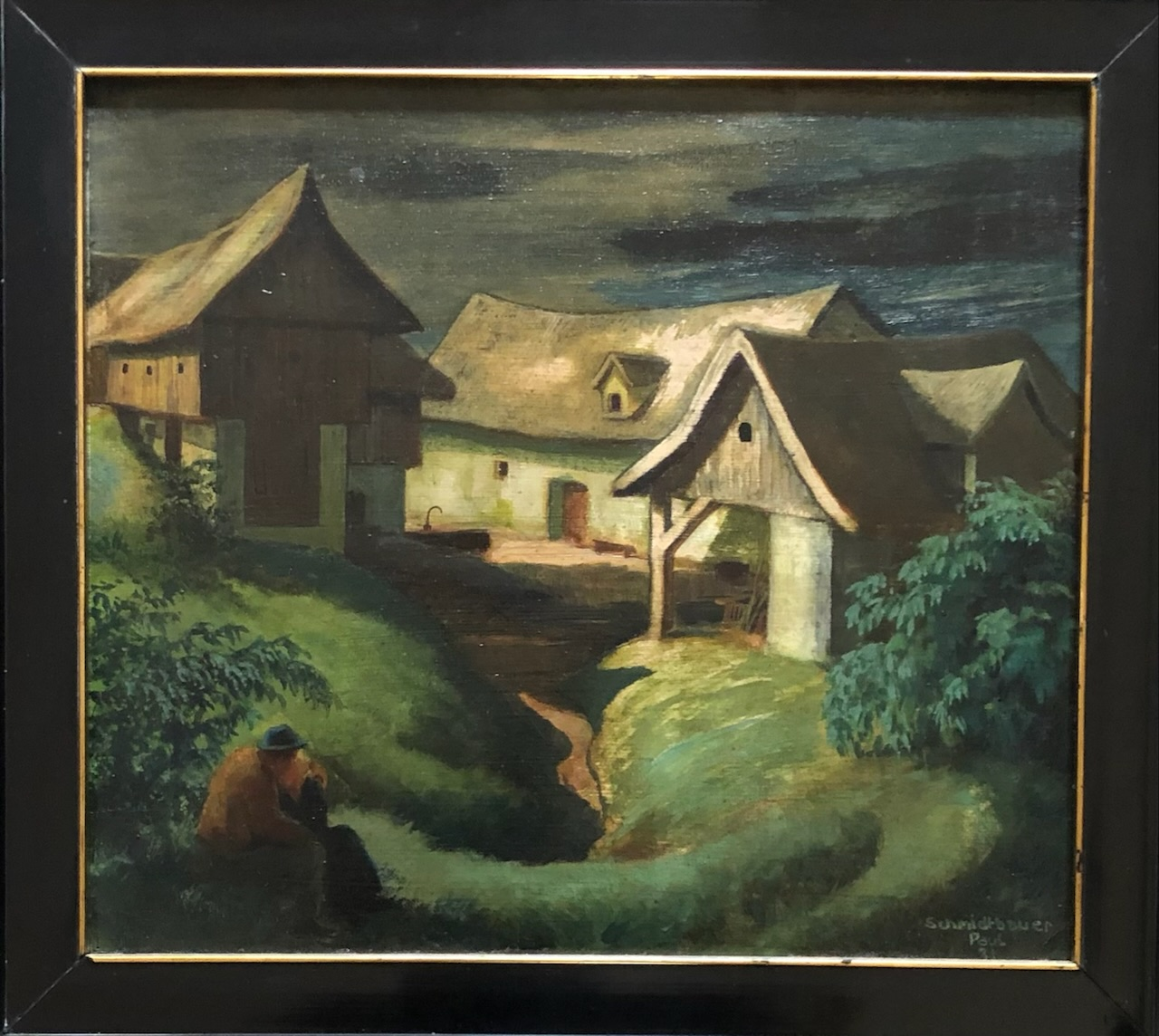
Im Mondschein
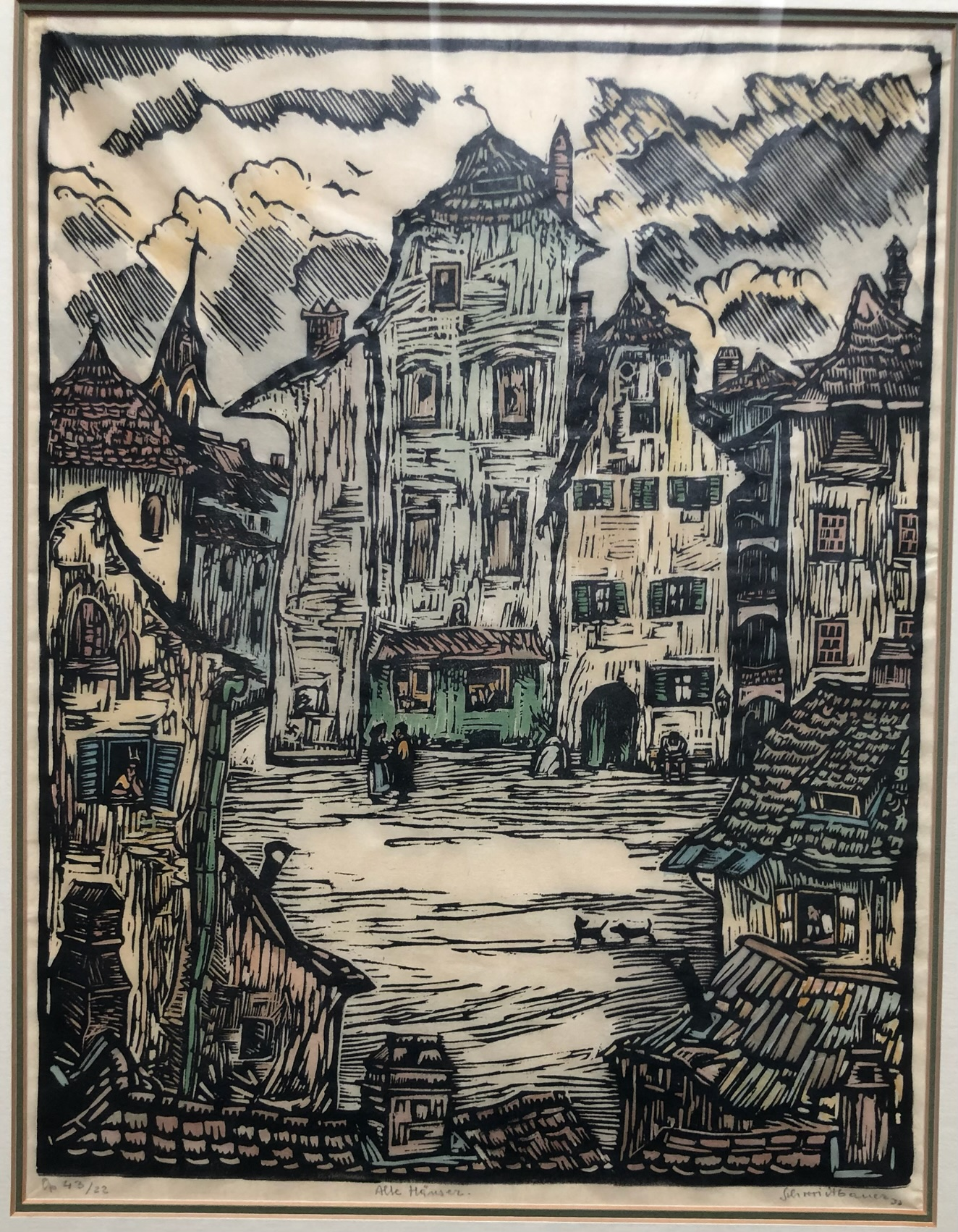
Alte Häuser
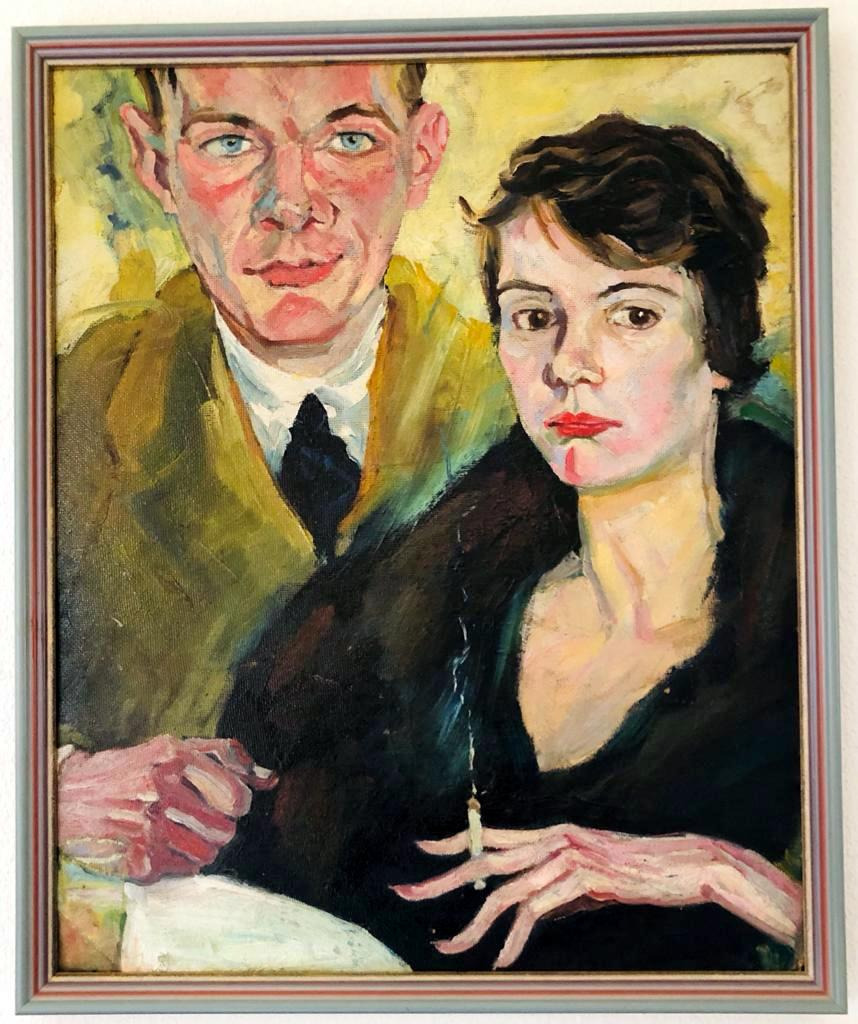
Igo Klemencic und Begleitung
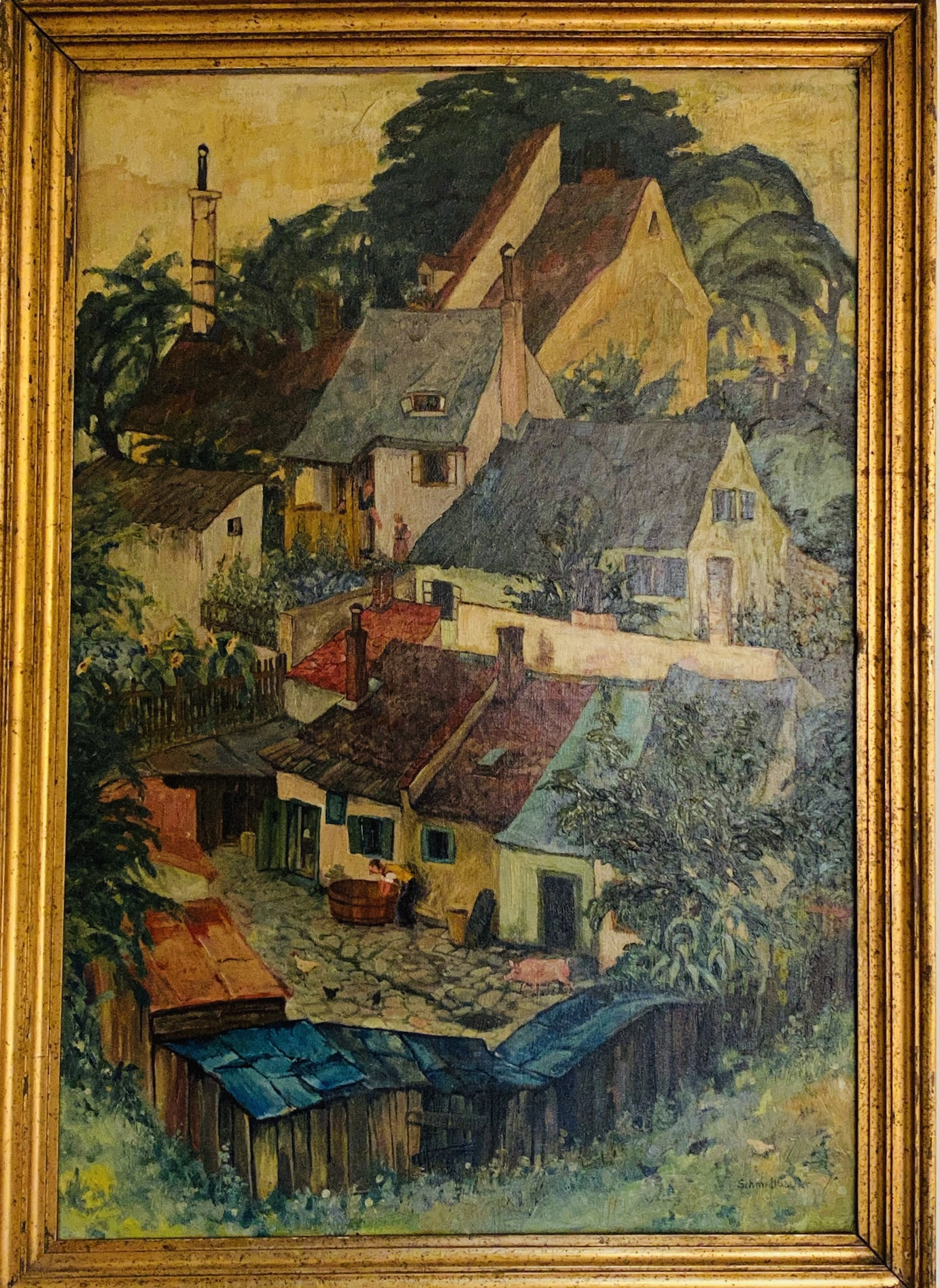
Bogenhausen

## Künstlerische Bedeutung und Rezeption
Nach dem Vorbild der Wiener Secession gründete Schmidtbauer 1923 gemeinsam mit Wilhelm Thöny, Fritz Silberbauer, Alfred Wickenburg, Axl Leskoschek, Erich Hönig-Hönigsberg, Hanns Wagula und Igo Klemencic die Grazer Sezession als „Künstlervereinigung im Geist von Freiheit und Toleranz“. Ohne festgeschriebenes Programm und ohne jeglichen künstlerischen Zwang war sie so erfolgreich, dass sich auch international renommierte Künstler wie Peter Behrens, Mies van der Rohe, Le Corbusier, Clemens Holzmeister und Oskar Strnad 1927 in einer großen Ausstellung in Graz anschlossen.
Schmidtbauer war von Anfang an ein Exponent der steirischen Moderne und als Mitglied der Grazer Sezession ein wichtiger Vertreter des österreichischen Expressionismus. Im Völkergemisch der Österreichisch-Ungarischen Monarchie sozialisiert, war seine Hauptschaffenszeit von der Aufbruchstimmung der 1920er Jahre wie auch vom turbulenten Verfall der sozialen Ordnung in den Jahren zwischen den beiden Weltkriegen geprägt. Um für sich und seine Familie sorgen zu können, nahm er häufig Auftragsarbeiten an, illustrierte Zeitschriften und Broschüren, bebilderte Märchenbücher und schuf zahlreiche Exlibris als Holz- und Linolschnitte für Bücherfreunde. Auch malte er zahlreiche Porträts verschiedener Privatpersonen, z. B. seiner Künstlerkollegen Hanns Wagula (1922) und Igo Klemencic.
Witz und Satire zeichnen viele Werke Schmidtbauers aus, vor allem in seinen graphischen Techniken und Zeichnungen zeigte er humorvoll die menschlichen Schwächen. So z. B. im Holzschnitt Die Abrechnung, der einen verbalen Schlagabtausch zwischen einem Mann und einer Frau zeigt, oder im Holzschnitt Die Baukommission, der hilflose Männer vor einem zusammenbrechenden Gebäude illustriert. Als scharfer Beobachter seines Umfeldes hielt er, ein Jahr nach Otto Dix geboren, seiner Epoche einen demaskierenden Spiegel vor. So sagte er selbst: „...und hoffe nun immer mehr und mehr zu meinem Wege, dem Humor, zum verstehenden Lachen über das Leben zu kommen, aus Liebe, nicht aber aus Überhebung“.
Schmidtbauer griff auch die Not und die Folgen der verheerenden Kriege auf; Kriegsversehrte, Hungernde, Neureiche und Arbeitslose (z. B. in der Kohlezeichnung Tag für Tag; sie zeigt Arbeitslose auf einem Fabrikgelände, deren Gang und Haltung Verzweiflung spüren lässt). Den Bogen seiner Ausdruckskraft spannt er weit, von ironisch-expressiv (seine Selbstbildnisse) bis zu surrealistisch (Es geistert) und erotisch (Verlangen). Während seine farbigen Ölbilder Porträts wohlhabender Bürger oder Landschaften der vertrauten Heimat zeigen, nehmen sich seine graphischen Arbeiten häufig der Heruntergekommenen und Gestrandeten an, der Armseligkeit der Straße und der Dekadenz des Bürgertums. Während der letzten Lebensjahre im Landessonderkrankenhaus Graz entstand eine Fülle von Arbeiten mit Farbstiften; hier porträtierte er seine Mitpatienten wie auch Ärzte und Besucher, erstellte aber auch Landschafts- und Naturskizzen.
Schmidtbauers Kunst war von Anfang an nicht nur in Ausstellungen präsent, sondern auch in Arbeiten im öffentlichen Bereich. Ab den 1920er Jahren widmete er sich vermehrt der Wandmalerei (z. B. 1925 in der Grazer Arbeiterkammer); er schuf Bilderzyklen in steirischen Gaststuben, z. B. in Graz – Grand Hotel Wiesler, Admont, Bruck an der Mur, Kindberg, Leoben, Stainz, Trofaiach, Weißkirchen, die er teilweise mit humorvollen Inschriften versah. Sein Ruf auf diesem Gebiet war so groß, dass er auch für ein Hotel in London den Auftrag zur Ausgestaltung eines Ballsaales erhielt. Die Auftragsarbeiten passte er, um als freischaffender Künstler existieren zu können, stilistisch und inhaltlich den Zeitströmungen an, griff dabei aber auch immer wieder sozialkritische Themen auf, was ihn 1938 und 1949 als „Juden- und Sozifreund“ zum Opfer politischer Verfolgung in Graz werden ließ.
In seiner Heimat berühmt für seine Wandzyklen, die allerdings nicht die Qualität seines sonstigen Schaffens haben, geriet sein Gesamtwerk in der späteren Rezeption in den Hintergrund. Auch der Durchbruch der Moderne mit seiner ungegenständlichen Kunst ließ seine Bilder zeitweise in Vergessenheit geraten.
Schmidtbauers Werke bilden einen wichtigen Beitrag zur österreichischen und dabei besonders zur steiermärkischen Kunstgeschichte. Viele seiner Bilder sind verschollen, sie fielen in der NS-Zeit „Kunstsäuberungen“ zum Opfer und sein Atelier in Graz wurde im Februar 1945 durch Bomben zertrümmert. In der Nachkriegszeit wurde er von ehemaligen Nationalsozialisten aus dem kulturellen Leben gedrängt.
Werke Paul Schmidtbauers in öffentlichem Besitz befinden sich in der Neuen Galerie im Landesmuseum Joanneum in Graz, in der Graphischen Sammlung Albertina in Wien und im Kunstbesitz der Stadt Graz; vereinzelt sind seine Werke auch im Kunsthandel zu finden, der Großteil liegt in Privatbesitz.

## Werke
Schmidtbauer schuf im Lauf der Zeit mehr als 3.600 Arbeiten in Öl, Tempera, als Fresko- und Seccomalerei, in graphischen Techniken wie Holz- und Linolschnitt, Radierung, Lithographie und in sämtlichen Formen der Zeichnung. Genreszenen, Milieudarstellungen, sozialkritische Studien, Porträts bekannter Persönlichkeiten des öffentlichen Lebens, der Musik und der Kunst sowie Landschaftsmalerei umfassen sein Werk.

### Bilder (Auswahl)
- Selbstbildnis (Öl, 1919)
- Verlangen (Holzschnitt, 1919)
- Hanns Wagula (Öl sowie Kohlezeichnung, 1919)
- Mein Atelier (Radierung, 1922)
- Bogenhausen (Öl, 1922)
- In der Gschirrmauer (Öl, 1923)
- Elegantes Paar (Öl, 1925)
- Abendgesellschaft (Öl, ca. 1925)
- Igo Klemencic und Begleitung (Öl)
- Klopfstunde (Öl, 1928)
- Nach dem Straßenkampf (Öl, 1928)
- Semmering (Öl, 1930)
- Alte Häuser (Holzschnitt, 1932)
- Im Mondlicht (Öl, 1940)
- Rosental Tagbau (Öl, 1953)
- Bogenhausen (Öl auf Leinwand, 1922)

### Mappenwerke
- Wir Maler. (1919), 7 Tuschezeichnungen – incl. Titelblatt.
- Es geistert. (1922), 7 Radierungen.
- Susanna im Bad. (1925), 10 handkolorierte Linolschnitte.
- Graz. (1925), 10 Lithografien.

### Illustrationen (Auswahl)

#### In Büchern
- Das Wirtshaus im Spessart. Märchen von Wilhelm Hauff. Neue Jugendbücherei. Neue Jugend, Graz 1921.
- Aus dem Märchenlande von den Brüdern Grimm. Neue Jugendbücherei. Neue Jugend, Graz 1921.
- Andersens Märchen. Neue Jugendbücherei. Neue Jugend, Graz 1921.
- Bechsteins schönste Märchen. Neue Jugendbücherei. Neue Jugend, Graz 1921.
- Josef Kastner: Zum Berufsbeginn, Eine Lebensfibel für Vierzehnjährige. Leykam-Verlag, Graz, 1936.
- Karl Panzenbeck: Das viereckerte Dreieck. Ulrich Mosers Verlag, Graz / Leipzig 1938.
- Josef Rutter (Hrsg.): Die schönsten Märchen aus aller Welt (= Kunst in Österreich.) Leoben 1946.

#### In Zeitschriften
- Der Sozialdemokrat. Monatsschrift der Parteiorganisation Steiermarks, (2. Jg. 1926).
- Neues der Woche. (2. Jg., Nr. 47, 12. Oktober 1929, Leoben).

#### In Broschüren
- Graz, Die Stadt der Volkserhebung. Hrsg. Verkehrsverein der Stadt Graz, 1939.

## Preise und Auszeichnungen
- 1921: Österreichischer Staatspreis
- 1922: Goldene Staatsmedaille
- 1923: Silberkunstmedaille der Stadt Graz
- 1928: Silberne Jubiläumsmedaille
- 1932: Staatspreis, für Gesamtleistung

## Ausstellungen (postum)
- 1979: Galerie Michael Papst, München
- 1982: Galerie Moser, Graz
- 1985: Galerie Moser, Graz
- 1986: Galerie Dr. Ursula Hieke, Wien
- 1992: Galerie Leonhard, Graz
- 1992: Kunstverein Paderborn, anlässlich des 100. Geburtstages
- 1993: „Paul Schmidtbauer“, Neue Galerie am Landesmuseum Joanneum, Graz[15]
- 2001: „Moderne in dunkler Zeit“, Neue Galerie am Landesmuseum Joanneum, Graz

### Kataloge
- Paul Schmidtbauer. Ausstellung vom 9.7. – 29.8.1993, Neue Galerie am Landesmuseum Joanneum, Graz.[17]
- Moderne in dunkler Zeit. Ausstellung vom 24.3. – 30.6. 2001, Neue Galerie am Landesmuseum Joanneum, Graz. Hg. Günter Eisenhut, Peter Weibel. (S. 406-423 „Paul Schmidtbauer“, zahlreiche weitere Erwähnungen und Abb.)[18]